# Несамохідне судно комплексного забезпечення базування катерів берегової охорони
Несамохідне судно комплексного забезпечення базування катерів берегової охорони — перспективне допоміжне (спеціальне) судно розроблене миколаївським державним підприємством «Дослідно-проєктний центр кораблебудування» (ДП "ДПЦК"). Призначене для базування біля узбережжя моря, на судноплавних річках і озерах з метою забезпечення базування катерів берегової охорони, розміщення запасу пально-мастильних матеріалів і прісної питної води, заправки катерів пально-мастильними матеріалами і прісною водою, прийому та утилізації стічних та господарських побутових вод.

## Тактико-технічні характеристики
Загальні кораблебудівні характеристики
- Довжина, максимальна: 43 м
- Довжина по КВЛ: 41 м
- Ширина, максимальна: 10 м
- Водотоннажність,  повна: 900 т
- Екіпаж: 7 осіб - 25 осіб екіпажів катерів

Енергетична установка та швидкість
- 2 дизель-генератора (2 х 125 кВт)
- ГРЩ

Радіотехнічні засоби
- Система внутрішнього та зовнішнього зв’язку

Інше обладнання та можливості
- Забезпечується розміщення 25 осіб екіпажів катерів берегової охорони в 1-2-містних каютах.
- Ремонтні площі: механічна майстерня, площею близько 65 м2, обладнана верстатний парк.

Місткості цистерн
- палива – 45,0 м3
- прісної води – 12,0 м3
- нафтовмісних вод – 3,0 м3
- стічних вод – 12,0 м3